# エスピオナージ (曲)
「エスピオナージ」は、1981年6月5日にポリスターから発売されたアリスの20枚目のシングル。

## 解説
活動停止前の最後で、アルバム『ALICE IX 謀反』の先行シングル。
アリスは同年11月7日に後楽園球場で開催した「アリス・ファイナル」を以て活動を停止した。

## 収録曲
全作詞：谷村新司　編曲：難波正司

### SIDE 1
1. エスピオナージ
  - 作曲：谷村新司

### SIDE 2
1. GUILTY&PENALTY（罪と罰）
  - 作曲：矢沢透

### 収録アルバム
| 曲名           | 収録アルバム      | 発売日       | 備考                      |
| -------------- | ----------------- | ------------ | ------------------------- |
| エスピオナージ | 『ALICE IX 謀反』 | 1981年7月5日 | 9thオリジナル・アルバム。 |